# Boots and Saddles (film 1909)
Boots and Saddles è un cortometraggio muto del 1909 diretto da Francis Boggs. Prodotto dalla Selig, aveva come interpreti Hobart Bosworth, Betty Harte e Tom Santschi.

## Produzione
Il film fu prodotto dalla Selig Polyscope Company.

## Distribuzione
Distribuito dalla Selig Polyscope Company, il film - un cortometraggio in una bobina - uscì nelle sale cinematografiche statunitensi il 18 marzo 1909.